# Nathalie Delcroix
Nathalie Delcroix (Kapellen, 14 februari 1976) is een Vlaams zangeres.

## Levensloop
Nathalie Delcroix is de dochter van wielrenner Ludo Delcroix en de achternicht van politicus Leo Delcroix. Ze groeide in Kalmthout op en reed in haar jeugd als wielrenster enkele wedstrijden.
Ze sloot als laatste aan bij de Vlaamse folkgroep Laïs, waar ze de positie van Soetkin Collier overnam. In 2003 was ze achtergrondzangeres in vier nummers van het debuutalbum van Admiral Freebee, waarbij ze ook de hit Rags 'n' run mee inzong. Samen met Eva De Roovere en Wigbert Van Lierde trad ze op met de gelegenheidsgroep Jumbalaya op Na Fir Bolg.
In 2004 voegde ze zich meermaals bij Prima Donkey, de groep van onder meer Gunter Nagels van Donkey Diesel en Rudy Trouvé. Ze zong dat jaar ook op het album Let's burn down the cornfield van The Seatsniffers. In 2006 stond ze samen met Bjorn Eriksson van Zita Swoon en Maxon Blewitt op het podium van De Nachten met een country- en bluegrassoptreden. 
In 2007 zong ze Bakske vol met stro in op het Urbanus-hommagealbum en -optreden Urbanus Vobiscum. Met Roland en de andere leden van Laïs tekende ze ook voor Hittentit. In 2008 was ze een van de gastvocalisten op het Bobbejaan Schoepen-hommagealbum Bobbejaan en zong ze samen met Bart Peeters in Peter Live een ode voor de toen pas overleden Wannes Van de Velde.
Ze was achtergrondzangeres in albumopnamen van onder meer Gorki, Johan Verminnen en Spinvis. In de herfst van 2010 ging ze met de tournee Country Ladies - A tribute langs de Vlaamse cultuurcentra met Roland Van Campenhout, Eva De Roovere en Tine Reymer als "country ladies". In 2011 was ze achtergrondzangeres in het liedje Sister Rosetta goes before us in de film The Broken Circle Breakdown. Ook Charlotte Vandermeersch was hierin achtergrondzangeres.
Met haar echtgenoot Bjorn Eriksson vormt ze het country- en bluegrassduo Eriksson Delcroix. Ze werden het eerste duo dat werd genomineerd als "beste componist" op de Music Industry Awards 2014. Onder de naam The Partchesz brachten ze in 2007 in eigen beheer al een countryalbum uit, met experimentele elektronische bewerkingen van countryklassiekers.. 
In 2014 sloot ze zich aan bij de Belgische band Birds That Change Colour.